# Virgil Căruțașu
Virgil Dumitru Căruțașu (n. 31 august 1976, București) este un fost jucător profesionist de baschet român (înălțime 2,04 metri / greutate 102 kilograme) ce a evoluat pentru echipa CSU Asesoft Ploiești din Divizia A.
Virgil a început baschetul la Dinamo Gealan București, unde și-a petrecut majoritatea carierei.